# 櫻井圀郎
櫻井 圀郎（さくらい くにお、1947年（昭和22年）8月4日 - ）は、日本の神学者、神学校教師、神学博士、法学博士。東京基督教大学教授。

## 来歴
三重県生まれ。名古屋大学法学部卒業後、名古屋大学大学院博士課程（民法専攻）満期退学。
その後東京基督神学校を卒業、フラー神学校・神学大学院・神学高等研究院（組織神学専攻）を修了。
高野山大学大学院密教学専攻修士課程を修了。
公開討論会日本宣教と天皇（制）に参加し、笹井大庸に反論した。

## 主な著書・訳書・共著

### 法学系
- 『広告の法的意味〜広告の経済的効果と消費者保護〜』（勁草書房、1995年）
- 『学問の作法』（東京基督教大学、1999年）
- 『遺言の作法』（ライフリサーチプレス、1999年）
- 『メディアと広告Ⅱ』（読売新聞社、2003年）
- 『広告に携わる人の総合講座』（日本経済新聞社、2005年）
- 『教会と宗教法人の法律』（キリスト新聞社、2007年）
- 『広告とCSR』（生産性出版、2007年）

### 神学系
- 『日本宣教とキリスト教の用語』（いのちのことば社、1997年）
- 『混迷の中のキリスト教』（日本長老教会文書出版委員会、1997年）
- 『大学とキリスト教教育』（共立基督教研究所、1998年）
- 『キリスト教弁証学入門』（日本長老教会文書出版委員会、1998年）
- 『これだけは知っておきたい使徒信条』（CS成長センター、1999年）
- 『「ビジネスと信仰」を考える』（Los Angeles, Califronia: JCB Network、1999年）
- 『神と世界と日本と〜組織神学特別講義〜』（共立基督教研究所、2000年）
- 『Evangelical Dictionary of World Missions』（Grand Rapids, Michigan: Baker Books、2000年）
- 『日本宣教と天皇制』（いのちのことば社、2001年）
- 『キリスト教倫理講義ノート』（東京基督教大学、2001年）
- 『沖縄宣言』（いのちのことば社、2001年）
- 『異教世界のキリスト教』（いのちのことば社、2002年）
- 『世界宣教の現状と展望』（東京キリスト教学園、2002年）
- 『宣教学リーディングス〜日本文化とキリスト教〜』（RACネットワークほか、2002年）
- 『「異教としてのキリスト教」からの脱却』（リバイバル新聞社、2004年）

### 論文
- CiNii>櫻井圀郎